# SpursEngine

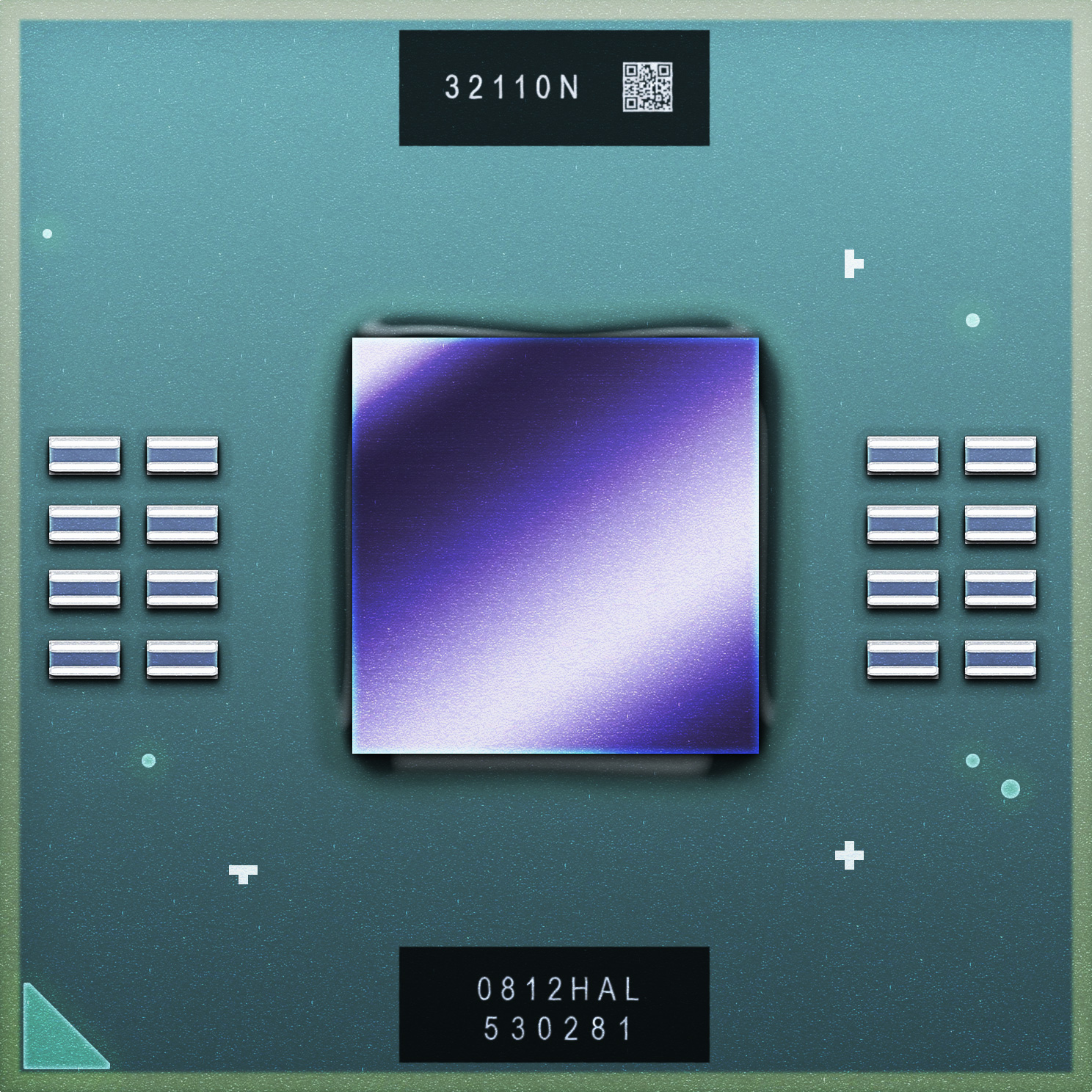
A SpursEngine SE1000 processzor illusztrációja

 A SpursEngine egy Toshiba gyártmányú mikroprocesszor, amelyet elsősorban a 3D- és videofeldolgozás feladataira terveztek és médiaorientált koprocesszorként valósítottak meg. A processzor megcélzott alkalmazási területe elsősorban a fogyasztói elektronikai eszközökben való felhasználás, például set-top boxok és egyéb (otthoni) számítógépek körében. A SpursEngine processzor még Quad Core HD processor titulus alatt is ismert. 2007. szeptember 20-án mutatták be.
A SpursEngine egy adatfolyamfeldolgozó processzor, amelyet négy olyan szinergikus feldolgozóelem (Synergistic Processing Element, SPE) hajt meg, mint amilyenekkel a Sony PlayStation 3 Cell processzorában is találkozhatunk.
Ezeket a feldolgozóelemeket a csipre integrált H.264 és MPEG-2 kodekek táplálják (látják el bemeneti adatokkal), és egy különálló, másik lapkán megvalósított fő CPU vezérli, amely egy PCIe vezérlőn keresztül csatlakozik az egységhez – nem úgy, mint a Cell processzor esetében, amelyben egy csipre integrált CPU, a PPE látja el ugyanezt a feladatot. A gazdagép és a SpursEngine közötti simább együttműködés érdekében a Toshiba egy saját fejlesztésű egyszerű 32 bites vezérlő magot is beépített. A SpursEngine dedikált XDR DRAM-ja szolgál operatív memóriaként.
A SpursEngine processzort kisebb órajeleken való működésre tervezték, mint a Cell, ezen kívül a Toshiba optimalizálta az SPE-k áramköri alaprajzát, amivel sikerült azok méretét 30%-kal csökkentenie. Az így létrejött csip fogyasztása 10-20 W.
A SpursEngine-t a programozók és fejlesztők egy Windows és Linux rendszerekre
fejlesztett eszközmeghajtón keresztül érhetik el. A SpursEngine-t támogató
szoftverek korlátozott számban elérhetők, és leginkább a videoszerkesztés és -kódolás területére
korlátozódnak.

## Műszaki specifikáció

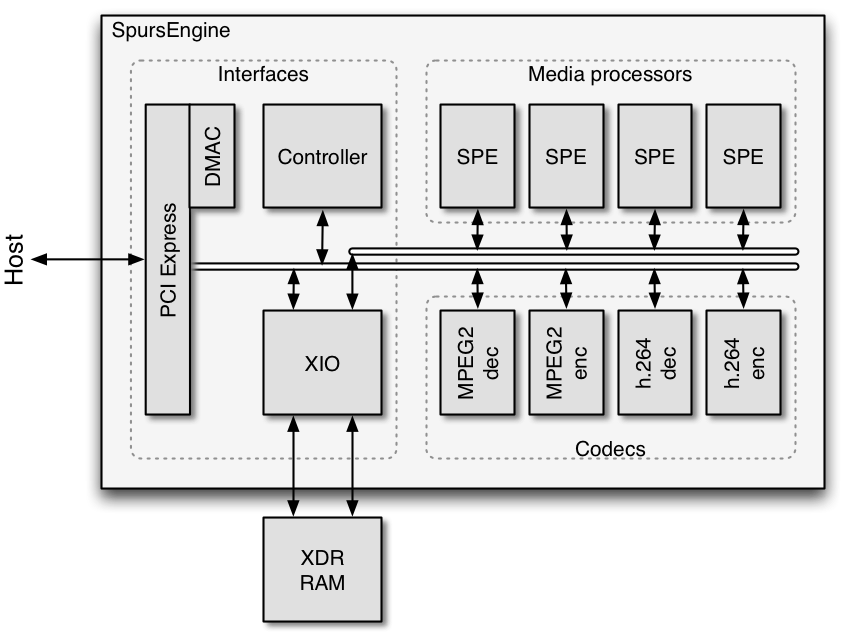
A SpursEngine csip logikai vázlata

A SpursEngine processzorok első generációja az alábbi jellemzőkkel rendelkezik:
- 65 nm-es nagyvolumenű réz CMOS gyártási folyamattal készül, 7 fémréteggel[2]
- A lapka mérete 9,98 mm × 10,31 mm (102,89 mm²)[2]
- 239,1 millió tranzisztort tartalmaz, ebből a logika 134 M(illió), az SRAM: 104,8 M[2]
- Thermal design power (TDP, tervezett hőtermelés): kevesebb mint 20 W[2]
- Legmagasabb órajelfrekvencia: 1,5 GHz[2]
- Tokozás: 624 csatlakozós FC-BGA (Flip Chip-Ball Grid Array)[2]
- Csúcsteljesítmény: 48 Gflops, 12 Gflops per SPU, 1,5 GHz-en[5]

## Kereskedelmi forgalmazás
A Toshiba 2008 áprilisában kezdte szállítani a SpursEngine SE1000 eszköz mintáit, ami egy PCIe referenciapanel volt.
- A gyorsítókártya egy 1x PCI Express sínhez csatlakozik, 128 MiB XDR DRAM-ot tartalmaz, amelynek elérési sebessége 12,8 GB/s.
- A Leadtek gyártja a WinFast PxVC1100 és HPVC1100 belső és külső PCIe gyorsítókártyákat; ezek szintén az SE1000 platformon alapulnak[6][7][8]
- A Thomson-Canopus bejelentette a Firecoder Blu nevű termékét, ami egy SE1000 platformon alapuló PCIe gyorsító[9]

A Toshiba a SpursEngine processzorokat saját Qosmio laptopjaiba építi; konkrétan az F50, G50 és G55 jelű modellekbe, 2008 harmadik negyedévétől kezdődően.

## Fordítás
Ez a szócikk részben vagy egészben  a   SpursEngine című angol Wikipédia-szócikk ezen változatának fordításán alapul.  Az eredeti cikk szerkesztőit annak laptörténete sorolja fel. Ez a jelzés csupán a megfogalmazás eredetét és a szerzői jogokat jelzi, nem szolgál a cikkben szereplő információk forrásmegjelöléseként.